# Empidideicus
Empidideicus är ett släkte av tvåvingar. Empidideicus ingår i familjen svävflugor.

## Dottertaxa tillEmpidideicus, i alfabetisk ordning[1]
- Empidideicus anahoraticus
- Empidideicus asiaticus
- Empidideicus atomus
- Empidideicus basutoensis
- Empidideicus brevistilus
- Empidideicus carthaginiensis
- Empidideicus celluliferus
- Empidideicus chalepoblepsis
- Empidideicus cnecotoichus
- Empidideicus completus
- Empidideicus crocea
- Empidideicus efflatouni
- Empidideicus freyi
- Empidideicus griseus
- Empidideicus hackmani
- Empidideicus hispanus
- Empidideicus hungaricus
- Empidideicus insularis
- Empidideicus mariouti
- Empidideicus notatus
- Empidideicus parvus
- Empidideicus pissinulus
- Empidideicus pollostus
- Empidideicus psephenyps
- Empidideicus rhinoclypeatus
- Empidideicus socotrae
- Empidideicus sugonjaevi
- Empidideicus turkestanicus
- Empidideicus turneri
- Empidideicus vanharteni
- Empidideicus variegatus
- Empidideicus zuluensis